# 1716 en musique classique
| \| • Retour à la chronologie générale de la musique classique • \| |
| Grèce • Rome • Haut Moyen Âge • VIIIe siècle • IXe siècle • Xe siècle • XIe siècle XIIe siècle • XIIIe siècle • XIVe siècle • XVe siècle • XVIe siècle • XVIIe siècle XVIIIe siècle • XIXe siècle • XXe siècle • XXIe siècle |
| • Retour à la chronologie générale de la musique classique • |

| Années en musique classique : 1713 - 1714 - 1715 - 1716 - 1717 - 1718 - 1719    |
| Décennies en musique classique : 1680 - 1690 - 1700 - 1710 - 1720 - 1730 - 1740 |

## Événements
- 27 ou le 28 octobre : première d'Arsilda, regina di Ponto, quatrième opéra de Vivaldi, au Teatro Sant'Angelo de Venise.
- Juditha triumphans, oratorio de Vivaldi créé à Venise.
- Opus 5 (6 sonates) et opus 6 (6 concertos) d'Antonio Vivaldi.
- L'Art de toucher le clavecin, de François Couperin.
- Pièces de théorbe ou de luth, de Robert de Visée.
- Opéra Ajax de Toussaint Bertin de la Doué
- Cantates de Jean-Sébastien Bach :
  - Ärgre dich, o Seele, nicht (première version) ;
  - Herz und Mund und Tat und Leben (1re version) ;
  - Mein Gott, wie lang, ach lange? ;
  - Wachet! betet! betet! wachet! (1re version)

## Naissances

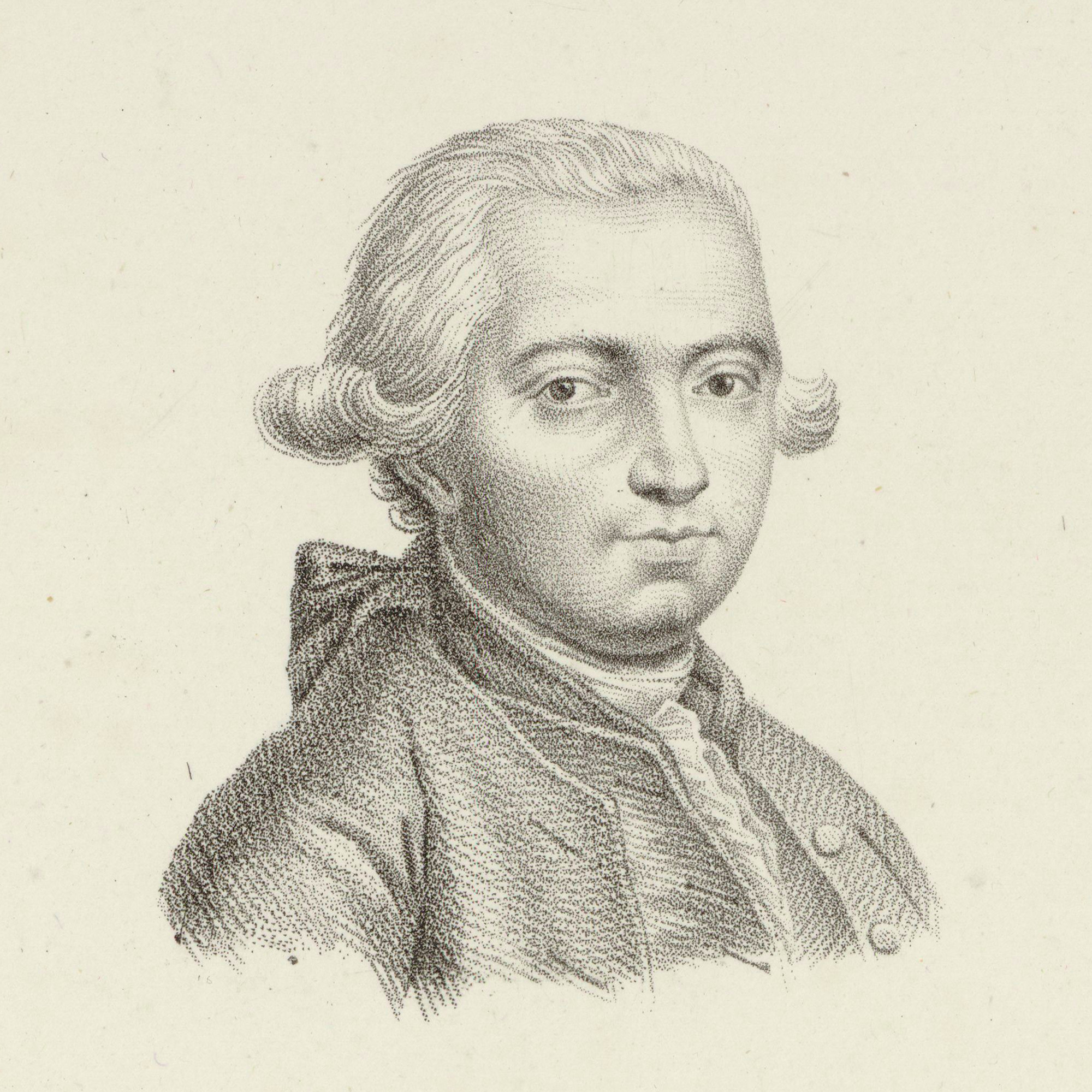
Felice Giardini

- 30 janvier : Jean-François Rameau, organiste et compositeur français († 7 février 1777).
- 18 février : Gaspard Fritz, violoniste et compositeur genevois († 23 mars 1783).
- 21 mars : Josef Seger, compositeur tchèque († 22 avril 1782).
- 11 avril : François-Louis Gand Le Bland Du Roullet, diplomate, auteur dramatique et librettiste français († 2 août 1786).
- 12 avril : Felice Giardini, violoniste et compositeur italien († 8 juin 1796).
- 20 avril : Barthélemy de Caix, gambiste français († 15 juin 1795)
- 8 novembre : Ludwig Christian Hesse, gambiste et compositeur allemand († 15 septembre 1772).
- 23 décembre : Johann Heinrich Rolle, compositeur et un pédagogue allemand († 29 décembre 1785).

## Décès
- 13 avril : Christian Friedrich Witt, compositeur, éditeur de musique et professeur allemand (° 1660).
- 15 juillet : Gaetano Veneziano, compositeur et pédagogue italien (° 1665).
- 3 août : Sebastián Durón, compositeur et organiste espagnol (° 19 avril 1660).
- 25 septembre : Johann Christoph Pez, maître de chapelle et compositeur allemand (° 9 septembre 1664).
- 1er octobre : Giovanni Battista Bassani, violoniste et compositeur italien (° 1647).

- 6 décembre : Benedictus Buns, moine et compositeur néerlandais (° 1642).

Date indéterminée :
- Pierre Tabart, compositeur et maître de chapelle français (° 1645).

Vers 1716 :
- Diego de Xáraba y Bruna, compositeur et organiste espagnol (° vers 1652).

Après 1716:
- Tommaso de Mauro, compositeur italien  (° avant 1701).